# 大出百合子
大出 百合子（おおで ゆりこ、1994年11月9日 - ）は、日本の女優。京都府出身。

## 人物
京都出身で関西弁（京都弁）を話せる。
初主演ミュージカル「マキャベリスト」は不倫を題材としたストーリー。舞台は初出演だったが、オーディションにて主役を射止めた。

## 出演

### ミュージカル
- マキャベリスト - 主役 水戸泉水 役
- アラビアンロード - ヒロイン アザリー 役
- しまじろう クリスマスコンサート

### 映画
- 東京サバドール - 主役 横浜あさり 役
- SUNNY 強い気持ち・強い愛（2018年8月31日、東宝）

### CM・広告・モデル
- JCBカード 夜のカフェ編（2017年）
- LINE ディズニーツムツム キラキラLIVE編 (2018年)[1]
- 個別学習塾 フリーステップ（2018年4月）[1]
- そごう西武CM お買い物WEEKS（2018年10月）[1]
- リンガーハット　野菜たっぷり食べるスープ編

### ドラマ
- ブラックリベンジ（2017年、読売テレビ）
- 刑事ゆがみ（2017年10月 - 12月、フジテレビ）
- ＃声だけ天使 （2018年、AbemaTV）  - キャンディちゃん役
- トドメの接吻（2018年1月7日 - 3月11日、日本テレビ）

### バラエティ
- アイドル達の真夜中女子会トーク- レギュラー出演（2017年）
- 誰も知らない明石家さんま（2017年12月）
- 新婚有田と独身女（2018年1月）
- 真夜中アイドルゲーム部- 第2、3回ゲスト出演（2018年1月）

### アプリ
- ふたりの

### MV
- HELLO HERO「17」 -  りか役[2]